# Gadis Arivia
Gadis Arivia (Nueva Delhi, 8 de septiembre de 1964) es una filósofa, feminista y académica indonesia. Ha trabajado para la Universidad de Indonesia. Fundó la revista Jurnal Perempuan en 1996 y fue arrestada bajo el gobierno de Suharto por protestar por el aumento del precio de la leche en 1998 durante la Crisis financiera asiática.

## Biografía
Nacida en la India, es hija de diplomático y vivió la mayor parte de su infancia en el extranjero, además de en India, también en Etiopía o Hungría, donde estudió en la British Embassy School de Budapest. Tras estudiar un tiempo en Indonesia, acabó la secundaria en la McLean High School de McLean, Virginia, cuando su padre estaba en Washington D. C.
Interesada por el feminismo, estudió filosofía en la Universidad de Indonesia, donde impartió clases desde 1991 antes de matricularse en la Escuela de Estudios Superiores en Ciencias Sociales de París en 1992, obteniendo el DEA dos años después, volviendo a la docencia en Indonesia más tarde.

## Obra
- Filsafat Berperspektif Feminis, 2003
- Menggalang Perubahan: Perlunya Perspektif Gender dalam Otonomi Daerah, 2003
- Sebuah Kata Hati , 2006
- Relations between Religions and Cultures in Southeast Asia, 2009
- Yang Sakral dan yang Sekuler, 2009